# Нора (Сардиния)
Нора (др.-греч. Νῶρα) — древний город основанный в конце IX век до н. э. Расположен на юге острова Сардиния, недалеко от города Кальяри.

## История
Согласно приданию, записанным греко-римским географом Павсанием, Норакс, сын Эрифии (дочери царя Тартесса, великана Гериона) и Гермеса, возглавил поход иберов и вывел тартесскую колонию на Сардинию, где основал самый древний на острове город Нора.
Павсаний. Описание Эллады, X, 17,5 (Кн. X: Фокида, гл. XVII): «4. После Аристея в Сардинию прибыли иберы; начальником их отряда был Норак; ими был построен город Нора. Этот город сохранился в памяти живущих на этом острове как первый построенный здесь. А о Нораке они говорят, что он был сыном Эрифии, дочери Гериона, и Гермеса».
Вслед за Павсанием Гай Юлий Солин в сочинении «О чудесах мира» (IV, 1) пишет, что Норакс — эпоним Норы, добавляя, что Нора была колонией Тартесса..

По археологическим находкам, город был основан на месте поселения Нурагической цивилизации. Вскоре, согласно «камню Норы» найденным в 1773 году, между концом IX века и началом VIII века до нашей эры был завоёван финикийцами и превращен в портовый город. Во времена Карфагена, Нора была процветающим городом, так как находилась по середине морского пути из Карфагена в Кальяри, самый важный город на острове.
После завоевания Сардинии в 238 год до н. э., город перешел под контроль римлян. Упоминается в Пейтингеровой скрижали. Он начал приходить в упадок с середины V века нашей эры, после завоевания Сардинии вандалами. В 535 году остров был взят византийцами, правившими им в течение 300 лет. Согласно «Равеннской космографии», после завоевания Карфагена арабами в 698 году город утратил свою экономическую функцию и превратился в простую крепость, был окончательно заброшен в VIII веке.

## Раскопки
Поскольку южная часть Сардинии погружается в Средиземное море, значительная часть древнего города сейчас находится под водой. Подобная участь постигла и соседнюю Битию, которая сейчас полностью затоплена.
В свое время Нора была важным торговым городом с двумя защищенными гаванями, по одной на каждой стороне полуострова. В раскопанных зданиях можно увидеть несколько различных архитектурных стилей.
Древние руины Норы включают в себя музей под открытым небом и остатки театра, который используется для проведения концертов в летнее время.